# Honda Football Club
Maillots
Actualités
Honda FC (CFホンダ, Honda Shi EFU) est un club de football japonais basé à Hamamatsu, Préfecture de Shizuoka. 
L’équipe évolue dans la Japan Football League (quatrième division).

## Palmarès
- Japan Football League (4)
  - Champion : 2001, 2002, 2006, 2008